# Rhetus pacificus
Rhetus pacificus är en fjärilsart som beskrevs av Hans Ferdinand Emil Julius Stichel 1924. Rhetus pacificus ingår i släktet Rhetus och familjen Riodinidae. Inga underarter finns listade.